# Крезоли

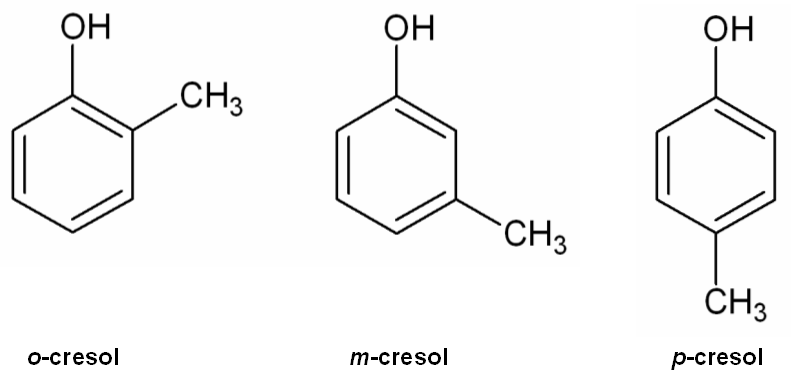
Крезоли

Крезо́ли (рос. крезолы, англ. cresols) — монометилфеноли СН3С6Н4ОН та їхні похідні, утворені при заміщенні в кільці замісниками, іншими, ніж -ОН.